# Глядково (Волховський район)
Глядково (рос. Глядково) — присілок у Волховському районі Ленінградської області Російської Федерації.
Населення становить 56 осіб. Належить до муніципального утворення Іссадське сільське поселення.

## Історія
Згідно із законом № 56-оз від 6 вересня 2004 року належить до муніципального утворення Іссадське сільське поселення.

## Населення
| 2007 | 2010 | 2017 |
| ---- | ---- | ---- |
| 53   | ↗56  | →56  |